# خویت یکم
خویت یکم (انگلیسی: Khuit I؛ زنده و فعال در ۲۴۰۰ پیش از میلاد) یک ملکه همسر در مصر باستان بود که در دوران حکمرانی دودمان پنجم مصر زندگی می‌کرد.

## زندگی
واقعیت آن است که شواهد مربوط به خویت یکم ضعیف است و اطلاعات کمی در مورد او می‌توان با قطعیت گفت. در میان محققان اجماعی وجود دارد که او به احتمال زیاد در نیمه دوم دودمان پنجم مصر می‌زیسته است.
با استفاده از روش حذف احتمالات، ویلفرید زایپل، مصرشناس اتریشی، پیشنهاد می‌کند که خویت یکم همسر یکی از پادشاهان دودمان پنجم یعنی فرعون منکاوحور کایو بوده است. او این نظر را بر اساس انتساب پادشاهان به ملکه‌هایی که ازدواج آن‌ها با شواهد مستندتری مشخص شده، مطرح می‌کند.
با این حال، این فرضیه از سوی میشل بو، مصرشناس فرانسوی، مورد انتقاد قرار گرفته است؛ او یادآوری می‌کند که پادشاهان ممکن بوده هم‌زمان بیش از یک ملکه داشته باشند.
در عوض، بو این احتمال را مطرح می‌کند که اوناس نیز می‌تواند یکی از گزینه‌های محتمل برای همسر بودن خویت باشد، زیرا سبک نگارش القاب سلطنتی در مورد دیگر ملکه‌ها شباهت‌هایی با نوشته‌های مربوط به خویت دارد.
اگر خویت یکم همسر سلطنتی اوناس بوده باشد، ممکن است در دوره‌ای زندگی کرده باشد که زنان سلطنتی دیگر در دربار او، مانند نبِت یکم و خِنوت یکم نیز حضور داشته‌اند.
در مقابل، و مطابق با نظریه زایپل، خویت یکم ممکن است هم‌دوره با مرس‌عنخ چهارم بوده باشد، ملکه‌ای دیگر که پیشنهاد شده همسر منکاوحور کایو بوده، بر پایه نزدیکی آرامگاهش به محل تدفین آن پادشاه. با این حال، زمان دقیق زندگی مرس‌عنخ چهارم نیز مشخص نیست.
خویت یکم در طول زندگی‌اش القاب زیر را داشته است:
- همسر سلطنتی
- دختر پادشاه
- آشنای پادشاه
- ستوده‌شدهٔ بزرگ

|  |

|  |

|  |

|  |

|  |

|  |

|  |

|  |